# Castel Maggiore
Castel Maggiore (emilián nyelven Castèl Mażåur) település Olaszországban, Emilia-Romagna régióban, Bologna megyében. Lakosainak száma 18 462 fő (2023. január 1.). Castel Maggiore Argelato, Bentivoglio, Bologna, Calderara di Reno, Granarolo dell’Emilia és Sala Bolognese községekkel határos.

## Népesség
A település lakossága az elmúlt években az alábbi módon változott:
| Lakosok száma | 18 306 | 18 349 | 18 462 |
|               | 2017   | 2018   | 2023   |